# Садова, Мария Александровна (библиотекарь)
Мария Александровна Садова (6 ноября 1888, Петербург, Петербургская губерния, Российская империя — 3 февраля 1968, Ленинград, СССР) — советский библиограф, библиографовед и библиотекарь.

## Биография
Родилась 6 ноября 1888 года в Петербурге в семье профессора латинского языка и римской литературы Александра Садова. Поступила на словесное отделение Женского педагогического института. В 1917 году была принята на работу в ГПБ, где с перерывом отработала вплоть до 1962 года. Во времена начала ВОВ занималась эвакуацией библиотечных фондов, во времена Блокады Ленинграда занималась помощью в отношении читателей и организаций. В августе 1942 года была эвакуирована в Мелекесс и пробыла там до конца ВОВ, после чего вернулась в ГПБ.
Скончалась 3 февраля 1968 года в Ленинграде. Похоронена на Серафимовском кладбище.

## Научные работы
Основные научные работы посвящены библиографии. Автор ряда научных работ.